# Ołeksij Dowhy
Ołeksij Wołodymyrowycz Dowhy, ukr. Олексій Володимирович Довгий (ur. 2 listopada 1989 w Kijowie) – ukraiński piłkarz, grający na pozycji obrońcy.

## Kariera piłkarska

### Kariera klubowa
Wychowanek DJuFSz Dynama Kijów. Najpierw występował w juniorskich mistrzostwach Ukrainy (DJuFL) w klubach Łokomotyw Kijów i Dynamo Kijów. 22 lipca 2006 debiutował w drugim składzie Dynama Kijów, skąd w 2005 został promowany do Dynama Kijów. W rundzie wiosennej sezonu 2007/08 występował na wypożyczeniu w CSKA Kijów. W lutym 2010 został wypożyczony do łuckiej Wołyni, a w lipcu 2010 do FK Ołeksandrija. W lipcu 2011 klub wykupił kontrakt piłkarza. Po zakończeniu sezonu 2011/12 piłkarz przeniósł się do Illicziwca Mariupol. Na początku września 2014 opuścił mariupolski klub. Na początku 2015 został piłkarzem Metalista Charków. 23 stycznia 2016 przeszedł do Worskły Połtawa. 29 lipca 2016 przeszedł do Stali Kamieńskie. Latem 2017 opuścił Stal, a 5 września znów podpisał kontrakt z PFK Oleksandria.

### Kariera reprezentacyjna
Występował w reprezentacji Ukrainy U-17 oraz reprezentacji Ukrainy U-19.

## Sukcesy i odznaczenia

### Sukcesy klubowe
- wicemistrz Ukraińskiej Pierwszej Lihi: 2010